# سیگل

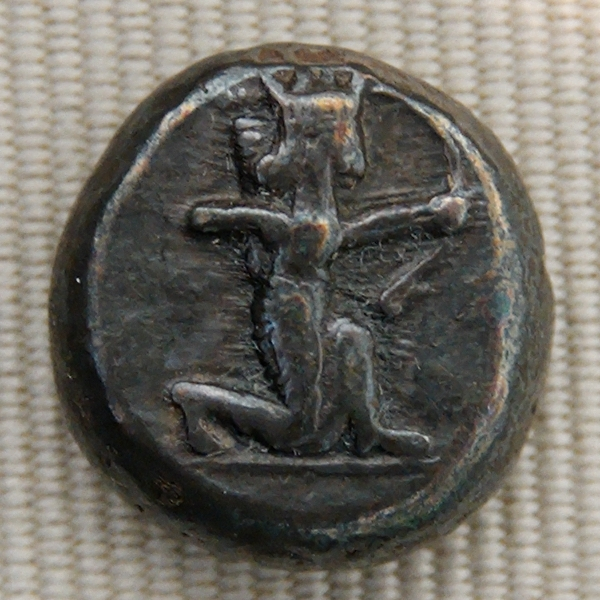
تصویری از روی یک سیگل سیمین

سیگل یا سیگلوی (یونانی: σίκλος, σίγλος) صورت یونانی‌شده واژه شِکِل (فنیقی: 𐤔𐤒𐤋‎، عبری: שקל‎، اکدی: 𒅆𒅗𒇻) در زبان‌های سامی است که دراصل به‌عنوان واحد وزن و سپس پول به‌کار می‌رفت. شکل همچنین نام سکه‌های سیمین هخامنشی، با وزن استاندارد حدود ۵٫۶۰ گرم بوده‌است.

نمایی از یک سیگل سیمین از دوطرف

از دوره زمامداری داریوش یکم هخامنشی، واحد سکه زرین هخامنشیان، «دریک» و واحد سکه سیمین، سیگل بود که آن را سیکل و شکل هم نوشته‌اند. یونانی‌ها این دو سکه را به‌ترتیب «دریک استاتر» و «دریک سیگلوی» می‌نامیدند.
هر بیست سیگل برابر با یک دریک ارزش داشت و استفاده از سیگل بیشتر در آسیای کوچک و یونان رواج داشت. این گونه سکه از عیار بسیار بالایی برخوردار بود و حدود ۹۰٪ درصد خلوص داشت.